# Khwahan (huyện)
Khwahan là một huyện thuộc tỉnh Badakhshan, Afghanistan. Dân số thời điểm năm 1999 là 13,488 người.